# Quận Huron, Ohio
Quận Huron là một quận thuộc tiểu bang Ohio, Hoa Kỳ. Quận lỵ đóng ở Norwalk6. 
Dân số theo điều tra năm 2000 của Cục điều tra dân số Hoa Kỳ là 59.487 người.

## Địa lý
Theo Cục điều tra dân số Hoa Kỳ, quận này có diện tích 495 dặm vuông Anh (1.282,0 km2), trong đó có 2 dặm vuông Anh (5,2 km2) là diện tích mặt nước.

### Xa lộ
| - US Route 20 - US Route 224 - US Route 250 - State Route 4 - State Route 13 - State Route 18 | - State Route 60 - State Route 61 - State Route 99 - State Route 103 - State Route 113 - State Route 162 | - State Route 269 - State Route 303 - State Route 547 - State Route 598 - State Route 601 - State Route 603 |

### Các quận giáp ranh
- Quận Erie (bắc)
- Quận Lorain (đông)
- Quận Ashland (đông nam)
- Quận Richland (nam)
- Quận Crawford (tây nam)
- Quận Seneca (tây)
- Quận Sandusky (tây bắc)